# Eddara viridiceps
Eddara viridiceps är en insektsart som först beskrevs av Fabricius 1803.  Eddara viridiceps ingår i släktet Eddara och familjen lyktstritar. Inga underarter finns listade i Catalogue of Life.